# Національна консерваторія Аргентини
Національна консерваторія Аргентини (ісп. Conservatorio Nacional de Música "Carlos López Buchardo") — музична школа в Буенос-Айресі та провідна консерваторія в Аргентині, яка існувала у 1924-1989 роках.
Національну консерваторію було засновано аргентинським музикантом Карлосом Лопесом Бучардо 7 липня 1924 року за часів президентства Марсело Торкуато де Альвеара. Після смерті Бучардо наприкінці 1948 року консерваторію було перейменовано на честь її першого директора, і з тих пір вона відома як Консерваторія імені Карлоса Лопеса Бучардо.
У 1989 році Національну консерваторію було розділено на сучасні незалежні Національну школу музики (базовий та перший рівні) та Національну музичну консерваторію (середній та вищий рівні).

## Відомі випускники
- Альберто Хінастера — віолончель, фортепіано, композитор і диригент
- Нельсон Гоернер — фортепіано
- Хуан Марія Соларе — фортепіано, композитор і диригент
- Поло Піатті — фортепіано, композитор і диригент
- Фабіан Перес Тедеско — ударні, композитор і диригент
- Хорхе Алехандро Фернандес — труба, вокал і хореографія